# 2020. évi népszámlálás (Amerikai Egyesült Államok)
Az Amerikai Egyesült Államok huszonnegyedik népszámlálása az ország népszámlálása volt 2020-ban, amely szerint a lakosság 2020. április 1-jén 331 449 281 fő volt, és 7,4%-kal nőtt 2010-hez képest. 2000-ben ez volt az első államokbeli népszámlálás, amely a papíralapú válaszadás mellett lehetőséget kínált az online és a telefonos válaszadásra.
Az Egyesült Államok alkotmányának megfelelően az Egyesült Államokban 1790 óta tízévente végeznek népszámlálást. A 2010-es népszámlálás volt az utolsó népszámlálás, amelyet korábban végeztek. Az Egyesült Államokban minden 18 év feletti embernek törvényes kötelezettsége a népszámlálási kérdések őszinte megválaszolása. A személyes adatok teljesen privátak, és a Népszámlálási Iroda soha nem adja ki azokat. Az Országos Levéltári és Irattári Hivatal (NARA) azonban kiadhatja az eredeti népszámlálási adatokat 2092-ben, ha a 72 éves szabályt nem módosítják korábban.
A népszámlálási adatok figyelembe veszik az 50 államban és a fővárosban, Washington D.C.-ben élő lakosságot, kivéve a tengerentúli területeket.

## Kongresszusi reprezentáció
A 2020-as népszámlálás eredményei meghatározzák az egyes államok képviselőházi helyeinek számát a 2022-től 2030-ig tartandó választásokon, valamint az egyes államok küldötteinek számát a 2024-es elnökválasztáson a Elektori Kollégiumban.
A következő államokban tapasztaltak eltéréseket a képviselőházban kiosztott helyek számában: 10
- Texas két további helyet kapott;
- Öt állam kapott egy további helyet az eddigiekhez képest: Colorado, Észak-Karolina, Florida, Montana és Oregon;
- Hét állam veszített egy képviselői helyet: Kalifornia, Illinois, Michigan, New York, Nyugat-Virginia, Ohio és Pennsylvania.

## Újraelosztás
Az állami és a helyi önkormányzatok a népszámlálási adatokat használják például választási vagy iskolai körzetek újraelosztásra.

## Államok rangsora
| Rang | Állam            | Népesség 2010. évi népszámlálás szerint | Népesség 2020. évi népszámlálás szerint | Számszerű változás | Részarányos változás |
| ---- | ---------------- | --------------------------------------- | --------------------------------------- | ------------------ | -------------------- |
| 1    | Kalifornia       | 37 253 956                              | 39 538 223                              | 2 284 267          | 6,1%                 |
| 2    | Texas            | 25 145 561                              | 29 145 505                              | 3 999 944          | 15,9%                |
| 3    | Florida          | 18 801 310                              | 21 538 187                              | 2 736 877          | 14,6%                |
| 4    | New York         | 19 378 102                              | 20 201 249                              | 823 147            | 4,3%                 |
| 5    | Pennsylvania     | 12 702 379                              | 13 002 700                              | 300 321            | 2,4%                 |
| 6    | Illinois         | 12 830 632                              | 12 812 508                              | −18 124            | −0,1%                |
| 7    | Ohio             | 11 536 504                              | 11 799 448                              | 262 944            | 2,3%                 |
| 8    | Georgia          | 9 687 653                               | 10 711 908                              | 1 024 255          | 10,6%                |
| 9    | Észak-Karolina   | 9 535 483                               | 10 439 388                              | 903 905            | 9,5%                 |
| 10   | Michigan         | 9 883 640                               | 10 077 331                              | 193 691            | 2,0%                 |
| 11   | New Jersey       | 8 791 894                               | 9 288 994                               | 497 100            | 5,7%                 |
| 12   | Virginia         | 8 001 024                               | 8 631 393                               | 630 369            | 7,9%                 |
| 13   | Washington       | 6 724 540                               | 7 705 281                               | 980 741            | 14,6%                |
| 14   | Arizona          | 6 392 017                               | 7 151 502                               | 759 485            | 11,9%                |
| 15   | Massachusetts    | 6 547 629                               | 7 029 917                               | 482 288            | 7,4%                 |
| 16   | Tennessee        | 6 346 105                               | 6 910 840                               | 564 735            | 8,9%                 |
| 17   | Indiana          | 6 483 802                               | 6 785 528                               | 301 726            | 4,6%                 |
| 18   | Maryland         | 5 773 552                               | 6 177 224                               | 403 672            | 7,0%                 |
| 19   | Missouri         | 5 988 927                               | 6 154 913                               | 165 986            | 2,8%                 |
| 20   | Wisconsin        | 5 686 986                               | 5 893 718                               | 206 732            | 3,6%                 |
| 21   | Colorado         | 5 029 196                               | 5 773 714                               | 744 518            | 14,8%                |
| 22   | Minnesota        | 5 303 925                               | 5 706 494                               | 402 569            | 7,6%                 |
| 23   | Dél-Karolina     | 4 625 364                               | 5 118 425                               | 493 061            | 10,7%                |
| 24   | Alabama          | 4 779 736                               | 5 024 279                               | 244 543            | 5,1%                 |
| 25   | Louisiana        | 4 533 372                               | 4 657 757                               | 124 385            | 2,7%                 |
| 26   | Kentucky         | 4 339 367                               | 4 505 836                               | 166 469            | 3,8%                 |
| 27   | Oregon           | 3 831 074                               | 4 237 256                               | 406 182            | 10,6%                |
| 28   | Oklahoma         | 3 751 351                               | 3 959 353                               | 208 002            | 5,5%                 |
| 29   | Connecticut      | 3 574 097                               | 3 605 944                               | 31 847             | 0,9%                 |
| 30   | Utah             | 2 763 885                               | 3 271 616                               | 507 731            | 18,4%                |
| 31   | Iowa             | 3 046 355                               | 3 190 369                               | 144 014            | 4,7%                 |
| 32   | Nevada           | 2 700 551                               | 3 104 614                               | 404 063            | 15,0%                |
| 33   | Arkansas         | 2 915 918                               | 3 011 524                               | 95 606             | 3,3%                 |
| 34   | Mississippi      | 2 967 297                               | 2 961 279                               | −6 018             | −0,2%                |
| 35   | Kansas           | 2 853 118                               | 2 937 880                               | 84 762             | 3,0%                 |
| 36   | Új-Mexikó        | 2 059 179                               | 2 117 522                               | 58 343             | 2,8%                 |
| 37   | Nebraska         | 1 826 341                               | 1 961 504                               | 135 163            | 7,4%                 |
| 38   | Idaho            | 1 567 582                               | 1 839 106                               | 271 524            | 17,3%                |
| 39   | Nyugat-Virginia  | 1 852 994                               | 1 793 716                               | −59 278            | −3,2%                |
| 40   | Hawaii           | 1 360 301                               | 1 455 271                               | 94 970             | 7,0%                 |
| 41   | New Hampshire    | 1 316 470                               | 1 377 529                               | 61 059             | 4,6%                 |
| 42   | Maine            | 1 328 361                               | 1 362 359                               | 33 998             | 2,6%                 |
| 43   | Rhode Island     | 1 052 567                               | 1 097 379                               | 44 812             | 4,3%                 |
| 44   | Montana          | 989 415                                 | 1 084 225                               | 94 810             | 9,6%                 |
| 45   | Delaware         | 897 934                                 | 989 948                                 | 92 014             | 10,3%                |
| 46   | Dél-Dakota       | 814 180                                 | 886 667                                 | 72 487             | 8,9%                 |
| 47   | Észak-Dakota     | 672 591                                 | 779 094                                 | 106 503            | 15,8%                |
| 48   | Alaszka          | 710 231                                 | 733 391                                 | 23 160             | 3,3%                 |
| —    | Washington D.C.  | 601 723                                 | 689 545                                 | 87 822             | 14,6%                |
| 49   | Vermont          | 625 741                                 | 643 077                                 | 17 336             | 2,8%                 |
| 50   | Wyoming          | 563 626                                 | 576 851                                 | 13 225             | 2,4%                 |
|      | Egyesült Államok | 308 745 538                             | 331 449 281                             | 22 703 743         | 7,4%                 |

A Népszámlálási Hivatal külön gyűjti Puerto Rico lakosságát, amely elérte a 3 285 874 főt. Ha hozzáadjuk az ország lakosságához, akkor az eléri a 334 735 155 főt.

## Fordítás
- Ez a szócikk részben vagy egészben  a   Censo de los Estados Unidos de 2020 című spanyol Wikipédia-szócikk ezen változatának fordításán alapul.  Az eredeti cikk szerkesztőit annak laptörténete sorolja fel. Ez a jelzés csupán a megfogalmazás eredetét és a szerzői jogokat jelzi, nem szolgál a cikkben szereplő információk forrásmegjelöléseként.
- Ez a szócikk részben vagy egészben  a(z)   2020 United States census című angol Wikipédia-szócikk ezen változatának fordításán alapul.  Az eredeti cikk szerkesztőit annak laptörténete sorolja fel. Ez a jelzés csupán a megfogalmazás eredetét és a szerzői jogokat jelzi, nem szolgál a cikkben szereplő információk forrásmegjelöléseként.